# MLT Motorsports
Le MLT Motorsports est une écurie de sport automobile américaine fondée par le Dr. Mike Thompson en 2018. Elle fait participer des Sport-prototypes en catégorie LMP3 dans des championnats tels que l'IMSA Prototype Challenge et le WeatherTech SportsCar Championship.

## Pilotes
- Dean Baker (2020)
- Dom Cicero (2020)
- Dakota Dickerson (2019-2022)
- Corey Lewis (2022)
- Tyler Maxson (2022)
- David Murry (2019)
- Dylan Murry (2019)
- Jason Rabe (2022)
- Skylar Robinson (2019)
- Josh Sarchet (2021-2022)